# Том Вотсон (політик)
Томас Ентоні Вотсон (англ. Thomas Anthony Watson; нар. 8 січня 1967, Шеффілд, Англія) — британський політик-лейборист, член Палати громад з 2001 р. 12 вересня 2015 р. Вотсон був обраний заступником лідера Лейбористської партії.

## Життєпис
Він навчався в Університеті Халла, брав активну участь у студентській діяльності і був обраний президентом самоврядування університету у 1992 р. З 1992 по 1993 рр. він також очолював Національну організацію студентів-лейбористів. Після отримання освіти він працював у сфері маркетингу, брав участь у передвиборній кампанії своєї партії на парламентських виборах у 1997 р., на яких лейбористи перемогли правлячу Консервативну партію. Вотсон працював в уряді Ґордона Брауна з 2008 по 2009 рр.
Одружений, має сина.